# Легенды «Орлёнка»
«Легенды „Орлёнка“» — российский приключенческий фэнтезийный детский фильм 2022 года режиссёра Ольги Беляевой.

## Сюжет
События фильма разворачиваются в знаменитом детском лагере «Орлёнок». Героями являются пятеро приехавших сюда ребят — юная художница Маша, шахматист Коля, скалолазка Даша, пловец Тимофей и мотоциклист Костя. Компания разношерстная: они из разных городов, разного возраста. Но они вместе оказываются в самой гуще древнейшего противостояния сил зла и добра, когда случайно пробуждают одного из семи каменных старцев. Ребятам предстоит пройти древний квест: разгадать тайну Семи легенд «Орлёнка», помочь доброму духу Нико, не дать владычице хаоса Эль победить. Они вместе отправляются на поиски древних секретов, но для этого им нужно побороть свои страхи, научиться ценить дружбу и поверить в невозможное.

## В ролях
- Алёна Долголенко — Даша
- Нил Кропалов — Максим
- Никита Жоричев — Тимофей
- Екатерина Самуйлина — Настя
- Даниил Муравьев-Изотов — Коля
- Елизавета Арзамасова — директор лагеря
- Станислав Бондаренко — Нико
- Ксения Петруничева — Эль
- Артур Котельников — Костя
- София Грузенко — Маша
- Евгений Данчевский — Астроном
- Карина Стрелкова — Надежда, вожатая
- Елена Манакова — Ирина, вожатая
- Кирилл Жиров — Алексей
- Юлия Сорокина — Аля
- Арсений Васильевых — Стас
- Мария Суслова — Оля
- Кирилл Белобородов — Кирилл
- Александр Коновалов — Егор
- Максим Елистратов — шахматист
- Лариса Преториус — библиотекарь
- Алексей Иголкин — отец Маши
- Ольга Беляева — мама Маши
- Олег Штром — преподаватель шахматного кружка

## Съёмки
Третий фильм для детей режиссёра Ольги Беляевой, до этого она сняла совместно со Станиславом Говорухиным фильм «Тайна темной комнаты» и под его руководством фильм «Опасные каникулы».
Фильм снят по личной инициативе продюсера и организатора Фестиваля визуальных искусств в «Орлёнке» Ларисы Преториус, это дебютная её работа в игровом кино. соинвестором, предоставив локации и принимая съёмочную группу, стал лагерь «Орлёнок», Министерство культуры России выделило на фильм 40 млн рублей.Для реализации проекта была приглашена команда профессионалов во главе с Генеральным директором Кинокомпании «ФильмОКей», продюсером Олегом Штромом.
Основным местом съёмок стал детский лагерь «Орлёнок», и относящиеся к нему дом авиации и космонавтики, музей истории «Орлёнка», набережная, автогород и детский лагерь «Дозорный».
Кроме актёров в сценах массовки задействованы «орлята», отдыхавшие в лагере в рамках 10 и 11 смен 2020 года, и ученики средней школы № 30 им. А. А. Сереброва из Новомихайловского.

## Прокат
В прокате с 11 августа 2022 года, вошёл в лидеры в первый прокатный уикенд и всего за время проката до ноября 2022 года фильм посмотрели 284 384 зрителей, фильм собрал 63 842 728 руб.
Фильм оказался достаточно успешным. К примеру, комедия того же года и на схожую тематику «Артек. Большое путешествие», бюджет которой был в пять раз больше, собрала меньшую кассу.